# Zunanje medrebrne mišice
Zunanje medrebrne (interkostalne) mišice (latinsko musculi intercostales externi) so skeletne mišice, ki ležijo med rebri v prsnem košu. Potekajo od spodnjega roba reber navzpred in poševno navzdol do zgornjega roba nižje ležečega rebra. Na vsaki strani prsnega koša se nahaja 11 takšnih mišic.
Zunanje medrebrne mišice tvorijo skupaj z rebri in notranjimi medrebrnimi mišicami sprednjo steno prsnega koša. Krčenje zunanjih medrebrnih mišic dvigne prsni koš ter olajša vdih - zato te mišice prištevamo med pomožne inspiracijske mišice. 